# 詹金斯 (肯塔基州)
詹金斯（英語：Jenkins），是美国肯塔基州的一座城市。面积约为19.9平方公里（7.7平方英里）。根据2010年美国人口普查，该市的人口为2,203人。